# Gustavo Bolívar
Gustavo Bolívar Moreno (Girardot, 22 de julio de 1966) es un escritor, empresario, guionista y político colombiano. 
Entre el 5 de marzo de 2024 y el 15 de mayo de 2025, fue director del Departamento para la Prosperidad Social en el gobierno de Gustavo Petro.
Es popular por sus novelas adaptadas a la televisión dentro de las que se destacan Sin tetas no hay paraíso y El capo, así como guiones y adaptaciones como Pandillas, guerra y paz, Tres Caínes y Los Victorinos. La temática de sus novelas está generalmente relacionadas con el narcotráfico y el conflicto armado interno y social en Colombia. Las producciones de televisión basadas en sus escritos han contado con un importante éxito, ya que han llegado a más de 50 países.
En el año 2018 Bolívar incursionó en la política electoral vinculándose al movimiento Colombia Humana del exalcalde de Bogotá Gustavo Petro y fue elegido senador en la coalición de partidos de izquierda de la Lista de la Decencia ocupando la quinta votación más alta a nivel nacional. En 2022 resultó reelecto como senador tras encabezar la lista de la coalición Pacto Histórico que alcanzó la votación más alta y llevó a la presidencia a Gustavo Petro. Fue candidato a la Alcaldía de Bogotá en las elecciones locales de Bogotá de 2023.

## Primeros años

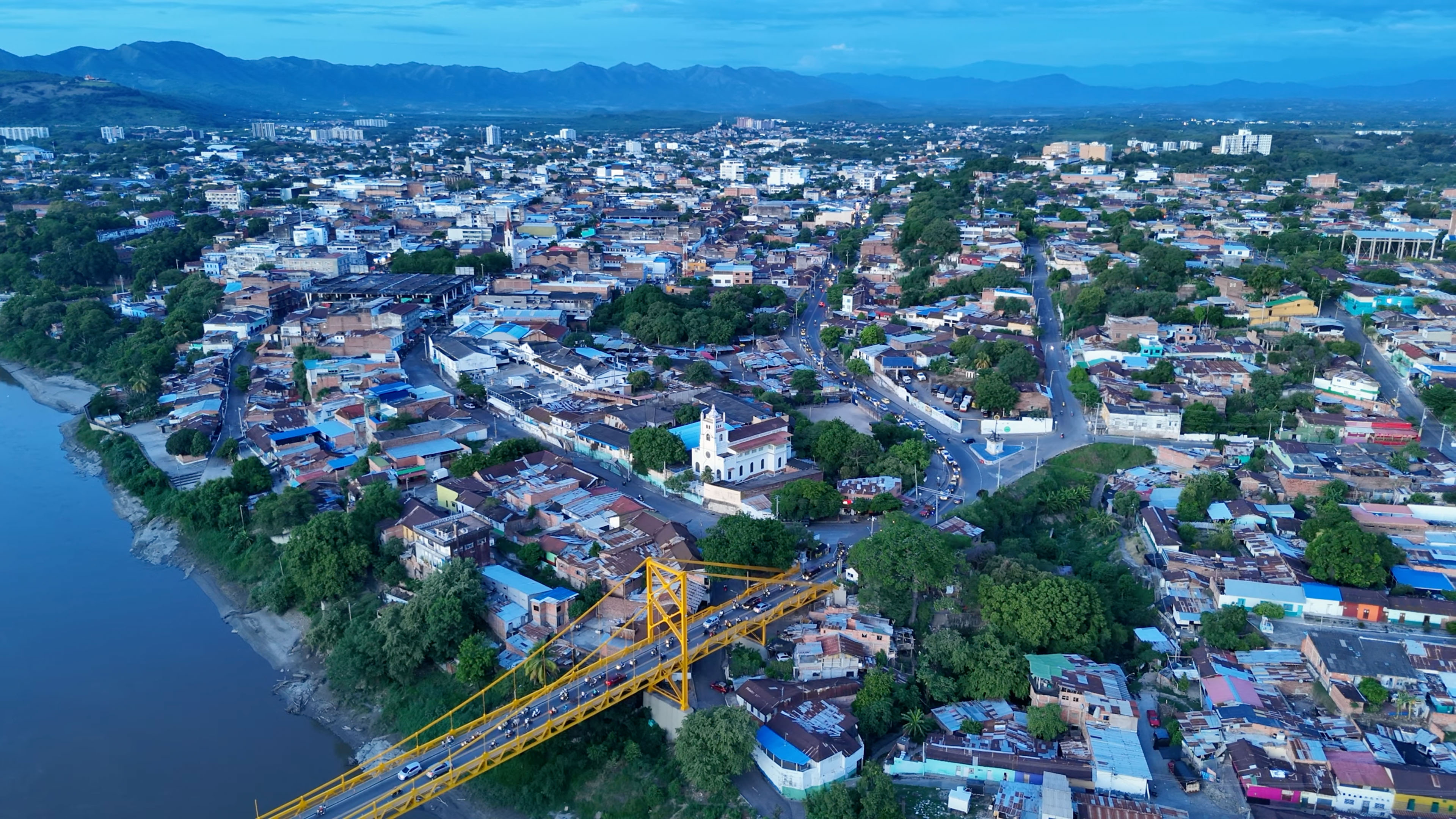
Girardot, ciudad natal de Gustavo Bolívar

Gustavo Bolívar Moreno nació el 22 de julio de 1966, en Girardot, un municipio a orillas del Río Magdalena, en el departamento de Cundinamarca, cercano a Bogotá. Es el menor de seis hermanos: Esperanza, Mireya, Pilar, Fernando y Ricardo (fallecido en 1990). Hijo de un médico farmacéutico nacido en Yarumal, Antioquia, Jorge Isaac Bolívar Villegas, y una enfermera nacida en Espinal, Tolima, Ernestina Moreno Vargas. Vivió su niñez en una casa de clase media del barrio Kennedy. Estudió su formación primaria en la escuela Policarpa Salavarrieta. En 1976 murió su padre víctima de los estragos del alcohol, por lo que su madre optó por vivir con sus hijos en Bogotá para tener mejores oportunidades. 
Estudió los dos primeros años en el colegio Antonio Gómez Restrepo de Bogotá. Los tres años siguientes en el colegio Santiago Pérez y el último año de bachillerato en el Colegio Superior de Bachillerato, un colegio nocturno también de la capital.
En tercero de bachillerato, y gracias a la profesora Lucía Murcia, aprendió a amar la literatura. Bolívar escribió su primera novela a los 13 años de edad. Se llamó El precio del silencio y 20 años después la llevó a la televisión con el mismo nombre por el canal RCN con muy buen éxito. Hizo varios semestres de Comunicación Social en la Universidad de la Sabana.
Empezó a involucrarse en la política y las problemáticas sociales cuando militó en las juventudes galanistas durante las Elecciones presidenciales de Colombia de 1990 ahí fue donde conoció a Enrique Parejo González, un exministro de Justicia que fue baleado por los narcotraficantes en Budapest, Hungría. Bolívar se le presentó un día y le dijo que quería colaborar en su lucha, le mostró una estrategia escrita y dos días después fue nombrado por Parejo como su asistente en el Concejo de Bogotá, una corporación de elección popular donde Parejo obtuvo la mayor votación. Trabajó más de ocho años al lado de Parejo y a él se atribuyen su valentía y su entereza para continuar la lucha contra los narcotraficantes de su país, gestos que le han valido amenazas en varias ocasiones.

## Carrera literaria
En 1997 escribió su primer libro El candidato. En 1998 publicó El cacique y la reina, una denuncia contra el cantante Diomedes Díaz en cuyo apartamento fue asesinada una mujer de nombre Doris Adriana Niño. Se dice que esta investigación envió a la cárcel al cantautor vallenato, ídolo en su país. Al año siguiente ingresó a la televisión, precisamente, adaptando la historia de este crimen en un formato que se llamó Unidad investigativa y con el cual realizó 250 capítulos de docudramas de la vida real, principalmente de la historia reciente del país como la muerte de cinco candidatos presidenciales (Jaime Pardo Leal, Bernardo Jaramillo, Luis Carlos Galán, Carlos Pizarro y Álvaro Gómez Hurtado). También llevó a la pantalla chica los atentados que sufrieron tres ministros de Justicia (Rodrigo Lara Bonilla, Enrique Parejo González y Enrique Low Murtra); y el asesinato del futbolista Andrés Escobar. En el año 1999 lanzó la serie Pandillas guerra y paz, con la que alcanzó el reconocimiento nacional. Gracias a la temática de Pandillas, realizó, con el patrocinio de la OIM (Organización Internacional para las Migraciones) nueve documentales cubriendo el mismo número de desarmes de pandilleros en diferentes ciudades. Procesos que él mismo dirigió y llevó a buen término. Por eso fue postulado al Premio Nacional de Paz por los pandilleros de Ciudad Bolívar en Bogotá.
En 2002 publicó su libro Así se roban las elecciones en Colombia, donde denunció a varios congresistas que hicieron fraude para ganar su escaño, por lo que debió abandonar el país debido a que recibió varias amenazas telefónicas contra su vida.
Posteriormente escribió para televisión, las novelas El precio del silencio y Me amarás bajo la lluvia. En el año 2005 escribió la serie Juego limpio, que trataba el tema de la violencia en los estadios y las barras bravas de los equipos de fútbol en Colombia.
En 2003 recibió un premio de la fundación Ibermedia de España al mejor guion de largometraje de Latinoamérica. Ha sido nominado en 5 ocasiones como el mejor libretista de Colombia en los premios India Catalina y seis veces a los premios Tv y Novelas. Ha ganado ambos premios como mejor libretista en Sin tetas no hay paraíso, y la serie El capo, de la cual se han realizado tres temporadas.
En mayo de 2007 estuvo en la feria del libro de Panamá como invitado por los organizadores y sus dos novelas (Sin tetas no hay paraíso y El Suicidiario del Monte Venir) resultaron las más vendidas de todo el evento. El 6 de junio fue lanzada en Roma la versión de Sin tetas no hay paraíso, traducida al italiano por la editorial Rizzoli. En 2008 fue invitado de honor a la feria del libro de Santiago de Chile y en el mismo año invitado de honor en la feria del Libro de Monterey. También fue invitado a la feria del libro en Lima Perú.
En 2008 dirigió la adaptación cinematográfica de su novela Sin tetas no hay paraíso.
En 2009 fue jurado del premio nacional de Literatura de Panamá.
En 2009 escribió la que puede ser su serie más exitosa: El capo. Gracias a sus índices de sintonía en todo el mundo realizó en 2011 la segunda temporada y en 2013 la tercera temporada de una historia basada en la psicología criminal de un narcotraficante que se mantiene en el anonimato durante 25 años hasta que un error lo convierte en el hombre más buscado. Bolívar alista la cuarta temporada de El capo. 
En 2010 escribió Los Victorinos y Ojo por ojo para el canal Telemundo, adaptaciones de los libros Cuando quiero llorar no lloro, del escritor venezolano Miguel Otero Silva y Leopardo al sol, de la colombiana Laura Restrepo.
En 2014 presenta su novela Al amanecer entenderás la vida. En ella cuenta la historia de un amor valiente que retrata la Colombia de los años 20 del siglo pasado, cuando los enfermos de lepra eran confinados, para siempre, en pueblos aislados llamados leprosarios.
Entre el 6 de abril de 2015 y el 6 de abril de 2016, Gustavo Bolívar escribió ininterrumpidamente en su cuenta de la red social, Instagram, 366 poemas que dan inicio a su incursión hasta ahora desconocido en él: La poesía. El proyecto se llama "Versos de media noche" y termina cuando Bolívar concluya el poema Número 1000. En la actualidad lleva más de 590 poemas, publicados en su cuenta de Instagram @Gustavo_Bolivar
En la actualidad[¿cuándo?] trabaja en los guiones para una serie sobre los años perdidos de Jesús que se llamará, "Jesús 12/33", en la creación de un Festival Internacional de Cine para su ciudad natal, en el libro que pondrá fin a la historia de Catalina, que se llamará, "el final del paraíso" y en el libro "El último Príncipe Azul" una novela de corte romanticismo clásico que le dará vida al último romántico del milenio.
El 8 de octubre de 2017 recibió el Produ Awards a mejor escritor del año. Es un premio que otorga la revista más importante de la industria de la televisión en habla hispana. El jurado está conformado por los cientos de productores, directores, propietarios de canales de Tv y periodistas del entretenimiento.

## Compositor musical
Como compositor de canciones creó, junto a los músicos Nicolás Tovar y Robert Taylor, los diez temas que componen la banda sonora de la serie Sin Senos Sí hay paraíso, entre ellos "La Raya", "Chica mala" y "Vendetta". En solitario ha compuesto la música y letra de la canción "Nunca me fui". Junto con Nicolás Tovar han puesto música a algunos de sus poemas: Y si hacemos de cuenta, Millones, Hagamos un trato, Caretas, entre otros. Ha obtenido dos premios ASCAP latino en 2017 y 2018 y en 2019 ganó el Premio ASCAP Anglo, premio que recibió en la ciudad de Los Angeles (California).

## Incursión en la política

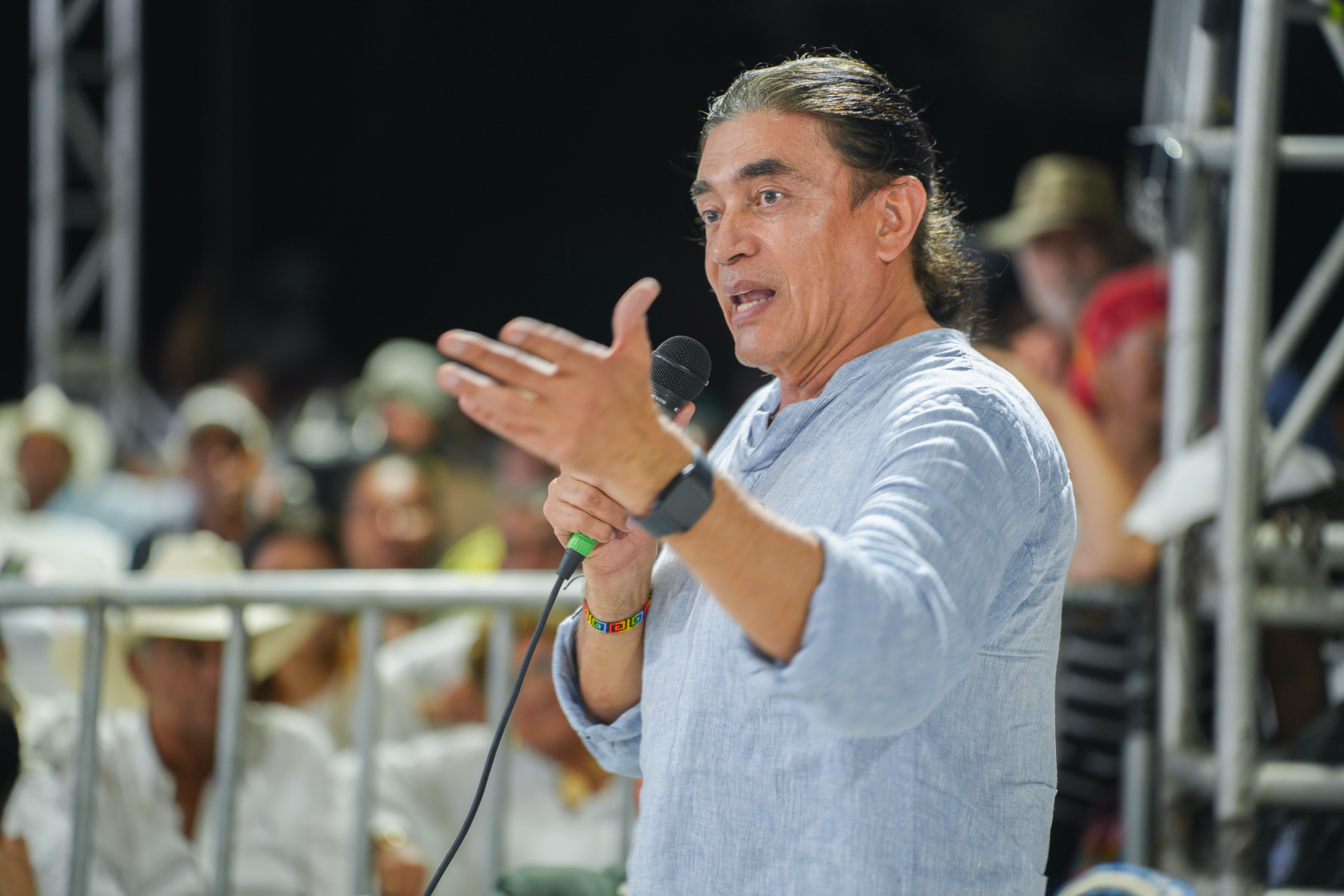
Bolívar en San Onofre, Sucre como director del DPS en 2024.

Bolívar ya había mostrado interés por la política cuando militó en las juventudes galanistas a finales de la década de 1980 y cuando trabajó con Enrique Parejo González, pero llegó a tener visibilidad en este campo alrededor de junio de 2011, atendiendo un clamor de muchas personas en las redes sociales, se reunió con un grupo de indignados y conformó lo que hoy se llama Fundación Manos Limpias de la cual fue designado como presidente.
Allí organizó actos pacíficos contra la corrupción como "La Marcha de los Antifaces" en 2011, marchas que se desarrollaron en 30 ciudades. También promovió "La Corzotón" en 2012 y muchas campañas desde las redes sociales para frenar exabruptos como una reforma de la Constitución presentada por el gobierno con el nombre de "Reforma de la Justicia" que beneficiaba la impunidad de los Congresistas, la construcción de un hotel en el parque Tayrona, reserva natural, el nombramiento de funcionarios dudosos. También promovió marchas en favor de la educación gratuita, la liberación de secuestrados y el apoyo a la promulgación de leyes como las de "reparación de víctimas" y "Ley de Tierras".[cita requerida]
Junto con los miembros de la Fundación creó e institucionalizó los "Premios Carroña" para castigar socialmente a los que él llama "Los malos hijos de la patria". En la Edición de 2012 premiaron al peor alcalde de Colombia, al peor gobernador, al Buitre revelación, al Buitre de Oro, al Buitre de toda una vida, la entidad más corrupta y el contrato de Oro. Para la versión 2013 de los premios se premiaron las mismas categorías y un par de categorías nuevas: Peor empresa Privada y casa por cárcel más cómoda.[cita requerida]

### Senador
En 2018 postuló su nombre al Senado de Colombia, a través de la coalición Decentes avalado por el Movimiento Alternativo Indígena y Social (MAIS), como cabeza de lista apoyando las tesis de la Colombia Humana, obteniendo una curul como Senador con 122.218 votos, la cuarta votación más alta de Colombia. Ha ofrecido donar sus salarios para obras sociales. Se posesionó el 20 de julio de 2018. Recibió amenazas de muerte del grupo paramilitar Águilas Negras.
En el año 2022 encabezó la lista del Pacto Histórico al senado de la república resultando electo para el periodo 2022 - 2026. Bolívar renunció a su curul en 2023 y se postuló a la alcaldía de Bogotá donde resultó en tercer lugar.

### Gobierno Petro
En marzo de 2024 Bolívar fue nombrado por el gobierno de Gustavo Petro como director del Departamento para la Prosperidad Social.
El 30 de abril de 2025, luego de poco más de un año como director del Departamento para la Prosperidad Social, renunció para encaminarse en la carrera presidencial de Colombia de 2026.

### Precandidatura presidencial
En mayo de 2025 formalizó su intención de ser precandidato presidencial para la elecciones de 2026 en representación del Pacto Histórico. Bolívar ha aparecido en diferentes encuestas como uno de los tres candidatos con mayor favorabilidad y el de mayor favorabilidad en el Pacto Histórico y el espectro de la izquierda.

## Obras
Novela
- Sin tetas no hay paraíso (2005)
- El Suicidiario del Monte Venir (2007)
- El capo  (2009)
- Al amanecer entenderás la vida (Novela) (2013)
- Sin tetas sí hay paraíso (Novela 2016)

Poesía
Versos de Medianoche (500 poemas)
Ensayo
- El cacique y la reina: La verdad sobre la muerte de Doris Adriana Niño (1998)
- “Historia Electoral de Colombia” 2000
- Así se roban las elecciones en Colombia 2002
- Infieles, código de ética (ensayo) 2008

Guiones de televisión

Historias originales y adaptaciones para R.T.I. Colombia
- Tres Caínes (2013) RCN TV, 80 capítulos
- Ojo por ojo (2010/11) Original de Laura Restrepo Telemundo, 98 capítulos
- Victorinos (2009/10) Original de Miguel Otero Silva Telemundo,  153 capítulos
- Sin senos no hay paraíso (2008/09) Telemundo, 167 capítulos

Otros Trabajos 
- El capo III (2014) RCN TV, 60 capítulos
- El capo II (2012) RCN TV, 75 capítulos
- El capo (2009) RCN TV, 90 capítulos
- Pandillas, guerra y paz II (2009) RCN TV, 120 capítulos
- Infieles anonimos (2008) RCN TV, 121 capítulos
- Sin tetas no hay paraíso (2006) Caracol TV, 26 capítulos
- Juego limpio (2005) RCN TV, 183 capítulos
- Me amarás bajo la lluvia RCN TV, (2004) 116 capítulos
- El precio del silencio RCN TV, (2002) 120 capítulos
- Unidad Investigativa RCN TV, (2000) 250 capítulos
- Pandillas, guerra y paz RCN TV, (1999) 306 capítulos

Cine
- Sin tetas no hay paraíso (película) (2010) Guionista y director
- El Tatuaje (Tv Movie 2015) Guionista y director
- Casa por Cárcel (Largometraje 2016) Guionista y director.

Música
Coproductor y compositor del álbum de la serie "Sin senos sí hay paraíso"